# Лемешівка (Чернігівський район)
Ле́мешівка — село в Україні, у Городнянській міській громаді Чернігівського району Чернігівської області. Населення становить 597 осіб. До 2020 адміністративний центр Лемешівської сільської ради.

## Історія
Під час організованого радянською владою Голодомору 1932—1933 років померло щонайменше 111 жителів села.
12 червня 2020 року, відповідно до розпорядження Кабінету Міністрів України № 730-р від «Про визначення адміністративних центрів та затвердження територій територіальних громад Чернігівської області», село увійшло до складу Городнянської міської громади.
19 липня 2020 року, в результаті адміністративно-територіальної реформи та ліквідації Городнянського району, село увійшло до складу Чернігівського району.

## Населення
Згідно з переписом УРСР 1989 року чисельність наявного населення села становила 738 осіб, з яких 324 чоловіки та 414 жінок.
За переписом населення України 2001 року в селі мешкала 591 особа.

### Мова
Розподіл населення за рідною мовою за даними перепису 2001 року:
| Мова       | Кількість | Відсоток |
| ---------- | --------- | -------- |
| українська | 589       | 98.66%   |
| російська  | 7         | 1.17%    |
| білоруська | 1         | 0.17%    |
| Усього     | 597       | 100%     |